# Dolores, Guerrero
Dolores är en ort i Mexiko.   Den ligger i kommunen Taxco de Alarcón och delstaten Guerrero, i den sydöstra delen av landet, 110 km sydväst om huvudstaden Mexico City. Dolores ligger 1 358 meter över havet och antalet invånare är 618.
Terrängen runt Dolores är kuperad åt sydost, men åt nordväst är den bergig. Dolores ligger nere i en dal. Runt Dolores är det ganska tätbefolkat, med 172 invånare per kvadratkilometer. Närmaste större samhälle är Taxco de Alarcón, 4,5 km norr om Dolores. I omgivningarna runt Dolores växer huvudsakligen savannskog.